# Bradbury Cilley
Bradbury Cilley (* 1. Februar 1760 in Nottingham, Rockingham County, New Hampshire Colony; † 17. Dezember 1831 ebenda) war ein US-amerikanischer Politiker. Zwischen 1813 und 1817 vertrat er den Bundesstaat New Hampshire im US-Repräsentantenhaus.

## Werdegang
Bradbury Cilley war der Onkel von Jonathan Cilley (1802–1838), der zwischen 1837 und 1838 für den Staat Maine als Abgeordneter im Kongress saß. Ein weiterer Neffe war Joseph Cilley (1791–1887), der zwischen 1845 und 1846 als US-Senator für New Hampshire fungierte.
Cilley besuchte die öffentlichen Schulen seiner Heimat und wurde dann in der Landwirtschaft tätig. Politisch war er Mitglied der Föderalistischen Partei. Im Jahr 1798 wurde er von US-Präsident John Adams zum US Marshal für den Bezirk von New Hampshire ernannt. Dieses Amt bekleidete er bis 1802.
Bei den Kongresswahlen des Jahres 1812, die staatsweit abgehalten wurden, wurde Cilley für das erste Abgeordnetenmandat von New Hampshire in das US-Repräsentantenhaus in Washington gewählt. Dort trat er am 4. März 1813 die Nachfolge von Josiah Bartlett Jr. an. Nach einer Wiederwahl im Jahr 1814 konnte er bis zum 3. März 1817 zwei Legislaturperioden im Kongress absolvieren. In diese Zeit fiel der Britisch-Amerikanische Krieg. Während dieser Zeit war er auch von 1814 bis 1816 zeitweise Berater von Gouverneur John Taylor Gilman.
Nach seiner Zeit im Kongress zog sich Bradbury Cilley aus dem öffentlichen Leben in den Ruhestand zurück. Er starb im Dezember 1831 in seinem Geburtsort Nottingham.